# Stade Français
Stade Français är en sportklubb från Paris i Frankrike. Klubben har 12 000 medlemmar, aktiva i 20 sektioner. Dess rugbylag är ett av de mest framgångsrika i Frankrike.